# Zwölf Weihnachtstage
Die zwölf Weihnachtstage, auch: die Zwölften, umspannen im christlichen Kalender den Zeitraum vom Weihnachtstag (25. Dezember) bis zum Morgen des 6. Januar (Epiphanie) und waren in ländlichen Gegenden häufig mit Bräuchen und Sagen verbunden.

## Ursprünge
Die Ursprünge liegen vermutlich in der Umrechnung früherer Lunarkalendersysteme in das Sonnenjahr, wie sie im ganzen Mittelmeerraum verbreitet waren (siehe Rauhnächte zu kalendarischen Details). Die zwölf Weihnachtstage sind in Folge im ganzen Christentum und seinen Kulturen verwurzelt. Im Lauf der Jahrhunderte haben sich die Mythen, Traditionen, der Zeitrahmen und die Interpretationen verändert. 
Derzeit werden die zwölf Weihnachtstage in unterschiedlicher Form rund um die Welt gefeiert. So werden von manchen nur am Heiligen Abend Geschenke gemacht, von manchen nur in der zwölften Nacht (die auf den 6. Januar) und von manchen sogar in jeder der zwölf Nächte.

## Die Feiertage im Wandel der Zeiten

### Im Mittelalter
Im Mittelalter war diese Zeit eine Zeit des Feierns und der Belustigung, die sich bis zur zwölften Nacht steigerte, dem traditionellen Ende der Weihnachtszeit.
In dieser Zeit waren heidnische Traditionen oftmals mit den religiösen Wurzeln des Festes vermischt worden (wie es bei allen jahreszeitlichen Festen und Feiertagen der Fall war). Die traditionellen Rollen wurden gelockert, Herren bedienten ihre Diener, Männer durften sich wie Frauen kleiden, wie auch umgekehrt. Oft wurde ein sogenannter Herr der Unordnung als Anführer gewählt, um die Feierlichkeiten zu leiten. Manche dieser Traditionen wurden von den älteren heidnischen Gebräuchen abgeleitet, wie etwa auch die römischen Saturnalien. Manche zeigen auch in den heutigen Pantomime-Darstellungen ihre Spuren, in denen traditionell Autorität zum Gespött gemacht wird, der führende Darsteller von einer Frau gespielt wird und die ältere Dame von einem Mann.

### In den amerikanischen Kolonien

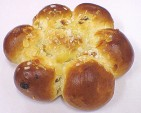
Am 6. Januar wird in manchen Ländern der Dreikönigskuchen aufgetragen

Die ursprünglichen amerikanischen Kolonisten führten ihre Version der Weihnachtstage aus England ein und passten es an ihr neues Land an, indem sie eigene Variationen im Laufe der Jahre entwickelten. Zum Beispiel glaubt man etwa, dass der heutige Weihnachtskranz in diesen Zeiten seinen Ursprung hatte. Man fertigte den Kranz aus Laub und Früchten selbst an. Das Basteln an sich war eine der Traditionen des Heiligen Abends, wonach die fertigen Kränze an der Vordertür befestigt wurden, beginnend in der Heiligen Nacht bis zur zwölften Nacht oder dem Morgen des Dreikönigstages. Dies war schon Tradition in England, und wie dort wurde auch jegliche Dekoration am Morgen des 6. Januar wieder heruntergenommen, und was davon noch essbar gewesen war, wurde verzehrt. Aus dieser Zeit stammt auch der Brauch des Dreikönigskuchenbackens am 6. Januar.

### In den Vereinigten Staaten
Mit dem Fortschreiten amerikanisierter und nichtkirchlicher Traditionen im Lauf der letzten zwei Jahrhunderte (wie etwa dem Weihnachtsmann, der Popularität der Weihnachtsferien oder der steigenden Beliebtheit von Neujahrspartys) sind die zwölf Weihnachtstage in den Staaten größtenteils in Vergessenheit geraten. Jedoch hält ein Teil der Konfessionen an dieser Art zu feiern fest, darunter die römisch-katholische Kirche, die orthodoxen Kirchen, die Amischen und die Mennoniten.
Heute beschenken sich manche der Feiernden an jedem der zwölf Tage und feiern sonst die ganze Zeit bis zum Dreikönigstag hindurch. In den Vereinigten Staaten ist das Anzünden einer Kerze an jedem Tag in dieser Zeit zu einer modernen Tradition geworden. Dazu gehört auch das Singen von dazu passenden Strophen aus dem berühmten Lied The Twelve Days of Christmas.
Einige Gruppen feiern immer noch die zwölfte Nacht als die wichtigste in Hinsicht auf Festivitäten und Geschenkgabe. Manche zünden auch noch einen sogenannten Yule Log („Weihnachtsbaumstamm“) in der ersten Weihnachtsnacht auf einer Feuerstelle an und lassen ihn in jeder der zwölf Nächte ein wenig weiterbrennen. Manche Amerikaner bereiten auch ein traditionelles Essen, das in jeder Nacht serviert wird.
Wie in alter Zeit gilt die Zeit zwischen der zwölften Nacht und dem folgenden Morgen als der richtige Zeitpunkt, um den Weihnachtsbaum und die Dekorationen zu entfernen.

### Im Vereinigten Königreich
Viele feiern im Vereinigten Königreich diverse Aspekte der zwölf Weihnachtstage, wenn auch in einer etwas moderneren Art und Weise. Im ganzen Vereinigten Königreich, wie auch in vielen anderen Ländern, die ehemalige britische Kronkolonien sind (z. B. Kanada, Australien), gilt der sogenannte Boxing Day am 26. Dezember als Nationalfeiertag, da er der erste ganze Tag der Weihnachtszeit ist, wie es die alten Traditionen vorschrieben.
England, das als Ursprungsland vieler beliebter Weihnachtslieder gilt, hält die Tradition des weihnachtlichen Singens hoch in Ehren. Die Geschichten aus der viktorianischen Zeit (besonders wurden jene von Charles Dickens bekannt, wie etwa A Christmas Carol) beinhalten wichtige Schlüsselelemente der Feiern, die bis zum heutigen Tage erhalten geblieben sind; manche von ihnen schließen traditionelle Nahrungsmittel wie den Christmas Pudding, gebratene Ente und den Wassail (ein Früchtepunsch) ein. Gewöhnlich werden diese Speisen eher zu Beginn der Weihnachtszeit im Königreich gegessen, andernorts wird aber, dem ursprünglichen Brauch folgend, die ganze Zeit gespeist und getanzt, bis hinein in die zwölfte Nacht.
Der Name von William Shakespeares Theaterstück Twelfth Night or What You Will beruht auf dem elisabethanischen Brauch, am letzten Abend der zwölf Weihnachtstage ein großes Fest zu feiern und ein Theaterstück aufzuführen.

### Russland
In der russisch-orthodoxen Kirche fallen diese zwölf Tage (russ. Святки/Swjatki) zwischen das orthodoxe Weihnachtsfest (7. Januar) und das Fest der Taufe des Herrn (19. Januar).

### In weiteren Ländern
In fast allen Ländern mit katholischen Christen existieren Bräuche, die die Feiern um die zwölf Weihnachtstage betreffen. In den lateinamerikanischen Ländern wird ein Tortell gebacken, ein traditioneller Kuchen, der ursprünglich aus Katalonien stammt. Das Rezept unterscheidet sich in einigen Punkten vom Dreikönigskuchen, aber die Bedeutung ist dieselbe.
In Lateinamerika bezeichnet das Ende der zwölf Tage den Beginn einer neuen religiösen Zeit, die sich mit nichtkirchlichen und heidnischen Feiern im Laufe der Zeit verbunden hatte: Gemeint ist die Zeit des Carnaval oder Carnival, die wiederum mit dem Mardi-Gras-Tag abgeschlossen ist.